# Central Point
Central Point es una ciudad ubicada en el condado de Jackson en el estado estadounidense de Oregón. En el año 2009 tenía una población de 17.165 habitantes y una densidad poblacional de 1,571.2 personas por km².

## Geografía
Central Point se encuentra ubicada en las coordenadas 42°22′29″N 122°54′44″O / 42.37472, -122.91222.

## Demografía
Según la Oficina del Censo en 2000 los ingresos medios por hogar en la localidad eran de $40,622, y los ingresos medios por familia eran $44,849. Los hombres tenían unos ingresos medios de $32,778 frente a los $23,851 para las mujeres. La renta per cápita para la localidad era de $17,003. Alrededor del 6.6% de la población estaban por debajo del umbral de pobreza.